# Džon Li Henkok
Džon Li Hankok Jr. (rođen 15. decembra 1956) američki je scenarista, filmski režiser, producent i advokat. Režirao je sportske dramske filmove Novajlija (2002) i Mrtav ugao (2009), te istorijske dramske filmove Spasavanje gospodina Benksa (2013), The Founder (2016),  Alamo (2004) i Hajvajmen (2019) . Nedavno je napisao i režirao američki neo-noir kriminalistički triler Male stvari (2021).

## Biografija
Hankok je rođen u Longvjuvu, ali je odrastao u Tekas Sitiu. Sin je Džona Li Hankoka starijeg, koji je igrao fudbal za Bejlor i u NFL-u, a zatim je postao trener fudbala u srednjoj školi Tekas Citi. Njegova majka, Sju Hankok, je penzionisana nastavnica engleskog jezika koja je predavala u teksaškom gradu ISD. Najstarije od četvoro dece (dva brata i jedna sestra), Džon mlađi je igrao fudbal i takmičio se u plivanju dok je bio u srednjoj školi (njegov brat je kratko igrao u NFL-u). Tokom srednje škole i dok je bio na fakultetu, Džon je radio u radnji za proizvodnju cevi svojih dedova koja se nalazila u blizini industrijskih rafinerija njegovog rodnog grada, Teksas Sitija u Teksasu. Džon je diplomirao engleski jezik u kompaniji Bailor 1979. godine, a diplomirao je pravo na Bailor Pravnu Školu 1982. godine.

## Karijera
Nakon četiri godine rada u advokatskoj firmi u Hjustonu, odlučio je da se bavi scenarijem i preselio se u Los Anđeles. Odlučivši da ne polaže pravosudni ispit u Kaliforniji i advokaturu u Kaliforniji, Hancock je, umesto toga, narednih nekoliko godina obavljao brojne nelegalne poslove, pohađao časove glume i radio u lokalnom pozorištu. Hankokov debi kao scenarista i režiser nastupio je 1991. godine sa filmom Hard Time Romance, a još jedan scenario koji je napisao 1991. primetio je Klint Istvud i nastavio kao Savršeni svet u režiji Istvuda, a u glavnim ulogama su Istvud i Kevin Kostner. Nastavio je da proizvodi kritiku Moj pas Skip pre nego što je našao široko priznanje kao direktor Novajlije, koji je 2002. osvojio ESPI za "Najbolji sportski film" i smatra se kritičnim i komercijalnim uspehom. Takođe je napisao scenario za Ponoć u vrtu dobra i zla i režirao The Alamo, rimejk filma iz 1960. U njemu su glumili Denis Kvejd, Bili Bob Tornton, Džejson Patrik i Patrik Vilson.
Posle petogodišnjeg odsustva sa režije, provedenog u usavršavanju svojih scenarističkih veština, Hancock je režirao Mrtav ugao, biografski sportski dramski film o Majklu Oeru u glavnim ulogama Sandre Bulok i Kvintona Arona. Sa budžetom od 29 miliona dolara, film je zaradio preko 309 miliona dolara, postavši Hankokov film sa najvećom zaradom do sada i dobio je dve nominacije za Oskara, a Bulok je osvojila Oskara za najbolju glumicu. Sa "Mrtvim uglom", Hancock se vratio svojim fudbalskim i hrišćanskim korenima. U filmu glumi Sandra Bulok u ulozi Li Ane Tui, imućne žene iz Memfisa koja u svom životu pravi prostora za Majkla Oera, beskućnika, afroameričkog tinejdžera teškog 350 kilograma, koji je na kraju postao prvi izbor Baltimore Ravens-a u ovom godišnji NFL nacrt. Film je dobio nominaciju za Oskara za najbolji film. Bulok je osvojila nagrade Oskar, Ceh filmskih glumaca i Zlatni globus za portret Tuohija.
2013. Hancock je režirao Spasavanje gospodina Banksa, film o životu P. L. Traversa i njenim teškim pregovorima sa Voltom Dizniiem oko adaptacije njenog romana Meri Popins u igrani film. Takođe je režirao The Faunder (2016), o lancu brze hrane McDonald's, i koautor je predstojećeg muzičkog filma The Gore Grls. 2019. režirao je svoj prvi Netflikov film Hajvejmen. 
Hancock je takođe režirao pilot televizijske serije Izgubljeni raj, koja je premijerno izvedena 13. aprila 2020. 
Njegov najnoviji film su Male stvari, američki neo-noir kriminalistički triler iz 2021. godine, koji su napisali, režirali i producirali Hankok i Mark Džonson. Zaplet prati dvojicu policajaca (Denzel Vašington i Rami Malek) koji pokušavaju da uhvate serijskog ubicu u Los Anđelesu 1990-ih; u filmu takođe glume Džared Leto kao njihov glavni osumnjičeni i Natali Morals kao još jedan detektiv.
Sledeće za Hankok je još jedno dugo očekivano izdanje Netfliksa, koji će biti film koji je napisao i režirao Hankok, a zasnovan na kratkoj priči Stivena Kinga: Telefon gospodina Harigana. Priča koja se pojavljuje u kolekciji "Ako krvari"  prati mladog dečaka koji se sprijatelji sa starijim milijarderom koji živi u njegovom malom gradskom naselju. Oni se vezuju za prvi čovekov iFone. Ali kada čovek umre, dečak otkriva da nije sve mrtvo i nalazi se u mogućnosti da komunicira sa svojim prijateljem iz groba ostavljajući govorne poruke na iFonu koji je sahranjen s njim. 